# Autovía A-62
L'autovía A-62, chiamata anche Autovía de Castilla, è un'autostrada gratuita spagnola appartenente alla Rete di Strade dello Stato (Red de Carreteras del Estado) che unisce Burgos a Fuentes de Oñoro (confine portoghese). Corrisponde all'itinerario europeo E80 e misura 356 km.

## Storia
Come per molte altre autovías spagnole, l'A-62 nasce dal raddoppio di una strada nazionale, in questo caso la N-620. I lavori per il raddoppio iniziarono a metà degli anni '80 nel tratto Burgos-Valladolid (120 km circa), nel 1999 venne aperto al traffico il tratto Tordesillas-Salamanca (75 km) e nel 2008 il tratto Salamanca-Fuentes de Oñoro (120 km). L'ultimo tratto Fuentes de Oñoro-confine portoghese di 5 km è attualmente in costruzione e l'apertura al traffico è prevista per il 2019. L'autostrada è interamente a due corsie per senso di marcia anche se nel tratto Venta de Baños-Tordesillas (60 km) è allo studio la realizzazione della 3ª corsia.

## Percorso
L'A-62 nasce dalla tangenziale di Burgos (BU-30), raggiunge Palencia al km 78, Valladolid al km 120, Tordesillas (km 151) dove incrocia l'A-6, Salamanca al km 235 e raggiunge il confine portoghese al km 356 diventando autoestrada A25.

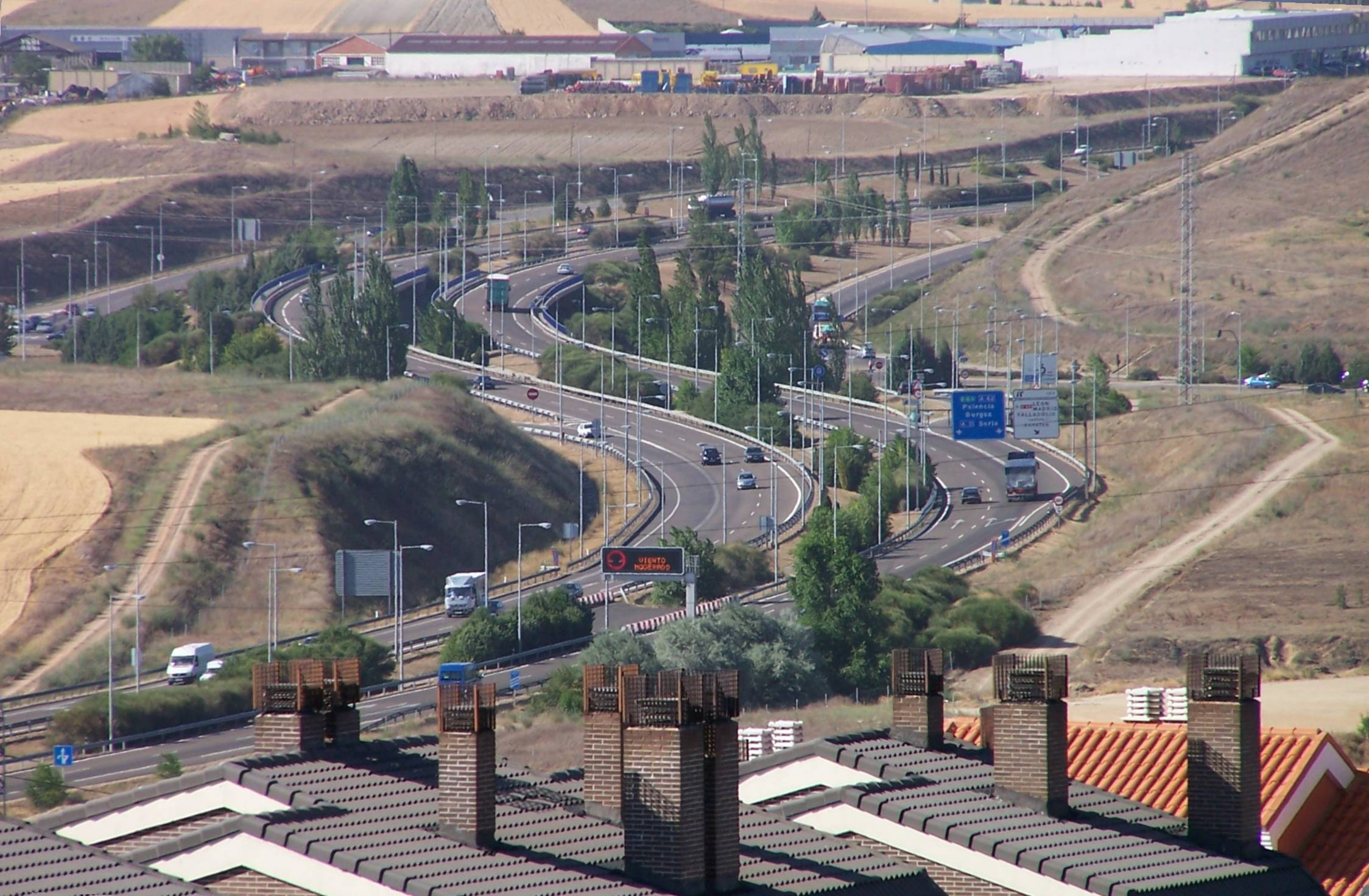
L'A-62 nei pressi di Valladolid